# Pommerit-le-Vicomte
Pommerit-le-Vicomte [pɔmʁit lə vikɔ̃t] est une commune française située dans le département des Côtes-d'Armor, en région Bretagne. Pommerit-le-Vicomte appartient au pays historique du Trégor.

## Géographie

### Communes limitrophes
Neuf communes entourent Pommerit-le-Vicomte.

### Hydrographie
Pour un article plus général, voir Réseau hydrographique des Côtes-d'Armor.
La commune est située dans le bassin Loire-Bretagne. Elle est drainée par le Trieux, le Frout, la rivière le Traou, le Goaz Mab, le Roz et le ruisseau du Moulin du Ver,,.
Le Trieux s'écoule à l'ouest de la commune et constitue une des limites administratives avec les communes de Trégonneau et Squiffiec. D'une longueur de 72 km, il prend sa source dans la commune de Kerpert et se jette  dans la Manche entre Lézardrieux et Ploubazlanec, après avoir traversé 21 communes. De nombreux moulins à eau se trouvaient le long de cette portion. Certains existent toujours mais reconvertis en habitation, d'autres ne laissent leur trace que par la présence de leur bief. Huit moulins sont dénombrés, d'amont en aval :
- moulin de Ferrière, dit du Perrier ;
- moulin Neuf ;
- moulin Barzic ;
- moulin à farine de Pommerit ;
- moulin du Poirier ou du Perron ;
- moulin de Kerhonn, aussi nommé moulin de Kerquestel du nom du lieu-dit sur la commune de Squiffiec[7]
- moulin à farine de Restmeur : ce moulin dépendait à une époque du château du Restmeur ;
- moulin de Kerbrézellec : il ne reste presque plus de trace de ce moulin, qui dépendait de la ferme de Kerbrézellec. Il se trouvait près de la passerelle actuelle[7].

Le Frout est au sud-ouest de la commune et  matérialise la limite entre Pommerit-le-Vicomte et Pabu. D'une longueur de 11 km, il prend sa source dans la commune de Ploumagoar et se jette  dans le Trieux à Pabu, après avoir traversé quatre communes. 

Liste et situation des moulins à eau du Trieux sur la commune.
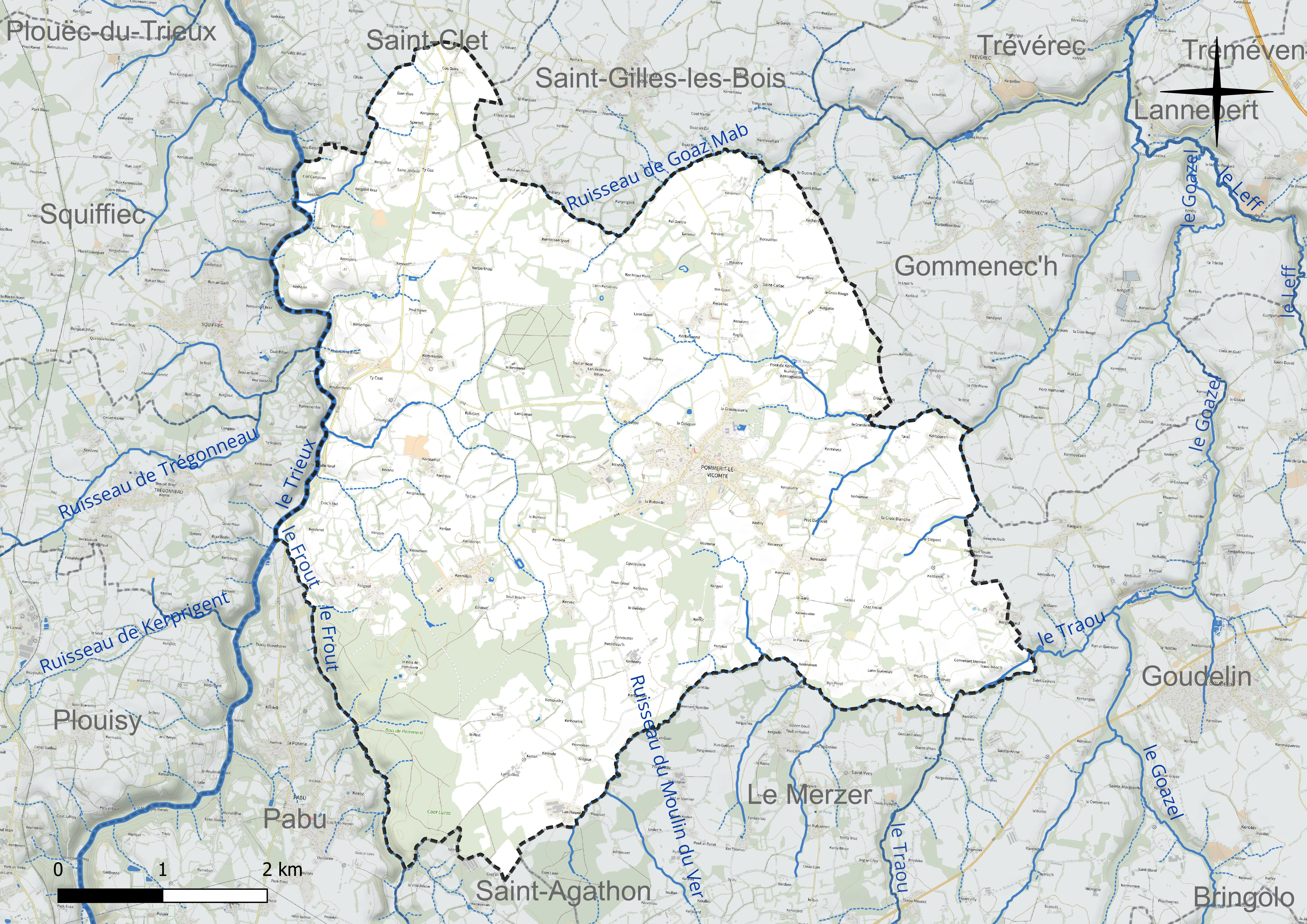
Réseau hydrographique de Pommerit-le-Vicomte.

### Climat
Pour des articles plus généraux, voir Climat de la Bretagne et Climat des Côtes-d'Armor.
En 2010, le climat de la commune est de type climat océanique franc, selon une étude du Centre national de la recherche scientifique s'appuyant sur une série de données couvrant la période 1971-2000. En 2020, Météo-France publie une typologie des climats de la France métropolitaine dans laquelle la commune est exposée à un climat océanique et est dans la région climatique Finistère nord, caractérisée par une pluviométrie élevée, des températures douces en hiver (6 °C), fraîches en été et des vents forts. Parallèlement l'observatoire de l'environnement en Bretagne publie en 2020 un zonage climatique de la région Bretagne, s'appuyant sur des données de Météo-France de 2009. La commune est, selon ce zonage, dans la zone « Intérieur », exposée à un climat médian, à dominante océanique.  
Pour la période 1971-2000, la température annuelle moyenne est de 11,1 °C, avec une amplitude thermique annuelle de 11 °C. Le cumul annuel moyen de précipitations est de 832 mm, avec 13,7 jours de précipitations en janvier et 7 jours en juillet. Pour la période 1991-2020, la température moyenne annuelle observée sur la station météorologique la plus proche, située sur la commune de Lanleff à 9 km à vol d'oiseau, est de 11,7 °C et le cumul annuel moyen de précipitations est de 845,9 mm,. Pour l'avenir, les paramètres climatiques de la commune estimés pour 2050 selon différents scénarios d'émission de gaz à effet de serre sont consultables sur un site dédié publié par Météo-France en novembre 2022.

## Urbanisme

### Typologie
Au 1er janvier 2024, Pommerit-le-Vicomte est catégorisée bourg rural, selon la nouvelle grille communale de densité à 7 niveaux définie par l'Insee en 2022.
Elle est située hors unité urbaine et hors attraction des villes,.

### Occupation des sols
L'occupation des sols de la commune, telle qu'elle ressort de la base de données européenne d’occupation biophysique des sols Corine Land Cover (CLC), est marquée par l'importance des territoires agricoles (82 % en 2018), en diminution par rapport à 1990 (83,1 %). La répartition détaillée en 2018 est la suivante : 
terres arables (46,9 %), zones agricoles hétérogènes (32,2 %), forêts (12,8 %), zones urbanisées (3,3 %), prairies (2,9 %), milieux à végétation arbustive et/ou herbacée (1,9 %). L'évolution de l’occupation des sols de la commune et de ses infrastructures peut être observée sur les différentes représentations cartographiques du territoire : la carte de Cassini (XVIIIe siècle), la carte d'état-major (1820-1866) et les cartes ou photos aériennes de l'IGN pour la période actuelle (1950 à aujourd'hui).

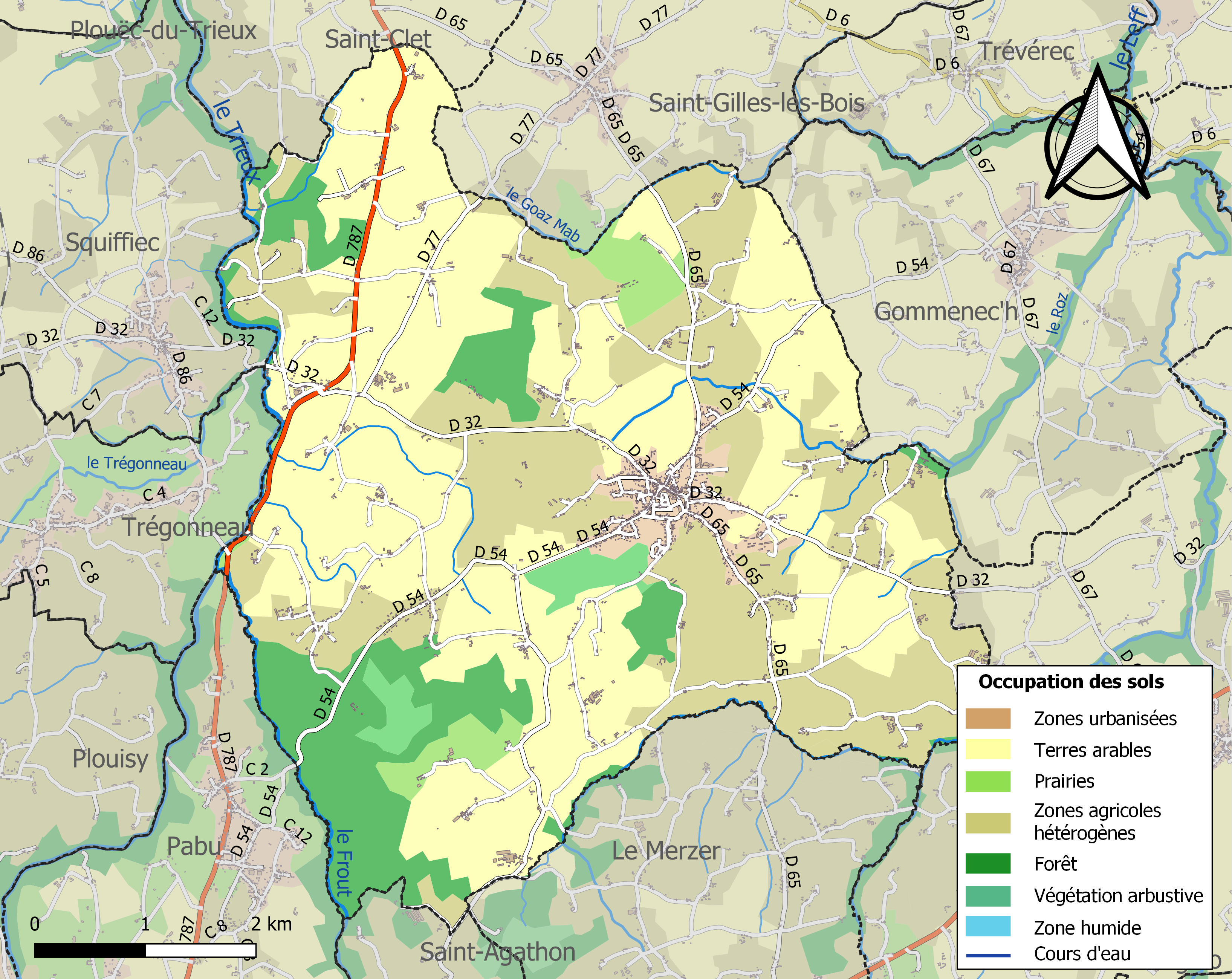
Carte des infrastructures et de l'occupation des sols de la commune en 2018 (CLC).

## Toponymie
Le nom de la localité est attesté sous les formes Pomerit Vicecomitis, Pouereut Vice Comitis, Pemerit, Pomerit et Ponerent en 1330, Pommerit le Vicomte en 1516. Le nom de la commune a pu parfois être noté sous la variante graphique Pommerit-le-Vicompte, dès 1668.
Le nom de la commune est issu du gallo-roman pomeratu (pomeretum) passé en breton. Il est dérivé du gallo-roman pomariu. cf. le latin médiéval pomarius, substantif masculin de pommier. En revanche, le latin classique pomarium signifie verger. Le suffixe est le gallo-roman -etu, d'origine gauloise ou latine, qui sert à désigner un ensemble d'arbre appartenant à la même espèce (cf. la forme féminine -ata/-aie, ex : pommeraie, chênaie, etc.).
L'évolution du suffixe -etu en langue d'oïl aurait dû se faire en -oy ou -ey (autrement -et, -ay), évolution qui n'a pas eu lieu en langue bretonne.
Le nom breton de la commune est Panvrit ou Pañvrid-ar-Beskont.

## Histoire
Source possible : http://stephane.d.collet.pagesperso-orange.fr/PommeritleVicomte/histoire.htm mais ne pas faire de copier-coller (violation de copyright) -> faire une synthèse

### XXesiècle
Le monument aux morts porte les noms de 166 soldats morts pour la Patrie :
- 137 sont morts durant la Première Guerre mondiale ;
- 23 sont morts durant la Seconde Guerre mondiale ;
- 2 sont morts durant la guerre d'Algérie ;
- 4 sont morts durant la guerre d'Indochine.

Né en 1923 à Pommerit-le-Vicomte, Paul Herviou rejoint un groupe de jeunes Résistants d'une vingtaine de personnes, pour la plupart des étudiants rennais. Peu armés, ils furent repérés par les autorités d'Occupation. Le 12 juin 1944, Paul Herviou fut arrêté avec onze autres maquisards et transféré à la prison de Guingamp où il subit d'horribles tortures. Il fut fusillé quatre jours plus tard. Il avait 21 ans.

## Politique et administration

### Administration municipale
Voici ci-dessous le partage des sièges au sein du conseil municipal de Pommerit-le-Vicomte de mars 2014 à mai 2020 :

### Liste des maires
| Période                                  | Période                   | Identité                | Étiquette   | Qualité                                                                                              |
| ---------------------------------------- | ------------------------- | ----------------------- | ----------- | --- |
| Les données manquantes sont à compléter. |                           |                         |             | |
| 1800                                     | 1800                      | Jean Le Page            |             | |
| 1801                                     | 1801                      | Y. Le Tanaff            |             | |
| 1801                                     | 1802                      | F. Ellien               |             | |
| 1802                                     | 1826                      | Louis Marquier          |             | |
| 1826                                     | 1830                      | Armand Floyd            |             | |
| 1830                                     | 1832                      | Joseph Mazé             |             | |
| 1832                                     | 1846                      | Joseph Le Page          |             | |
| 1846                                     | 1852                      | Al. Floyd               |             | |
| 1852                                     |                           | Adolphe Floyd           |             | |
| Les données manquantes sont à compléter. |                           |                         |             | |
|                                          | 1896                      | Jules de Botmiliau      |             | |
| 1896                                     |                           | Charles Le Bourdellès   |             | |
|                                          |                           | Alain de la Motte-Rouge |             | |
| Les données manquantes sont à compléter. |                           |                         |             | |
| mai 1935                                 | novembre 1936 (démission) | Joseph Le Bars          |             | |
| décembre 1936                            | après 1941                | Marcel Renaut           | RG          | Notaire                                                                                              |
| Les données manquantes sont à compléter. |                           |                         |             | |
| 1945                                     | mai 1953                  | Augustin Raoul          | MRP         | Cultivateur Conseiller général de Lanvollon (1945 → 1951)                                            |
| mai 1953                                 | mars 1959                 | Joseph Page             | MRP         | Cultivateur exploitant Conseiller général de Lanvollon (1958 → 1964)                                 |
| mars 1959                                | mars 1965                 | Francis Boulouin        | PCF         | Menuisier                                                                                            |
| mars 1965                                | mars 1977                 | Jean-François Nicolas   | PSU puis PS | Charcutier puis entrepreneur de transports Premier adjoint au maire (1959 → 1965)                    |
| mars 1977                                | mars 2006 (démission)     | Jean Le Floc'h          | PS          | Agriculteur Conseiller régional de Bretagne (1997 → ?) Conseiller général de Lanvollon (1983 → 2015) |
| avril 2006                               | novembre 2018 (démission) | Alain Gautier           | PS          | Retraité, ancien premier adjoint                                                                     |
| 6 décembre 2018                          | 27 mai 2020               | Michel Lancien          |             | Retraité de la fonction publique, ancien premier adjoint                                             |
| 27 mai 2020                              | En cours                  | Florence Le Saint       | PS          | Agricultrice                                                                                         |

Frise chronologique de la succession des maires de Pommerit-le-Vicomte
- mars 2006 : Jean Le Floc'h annonce sa démission (pour raison personnelle) de son mandat de maire ;
- avril 2006 : Alain Gautier, alors premier adjoint chargé de la voirie, est élu maire par le conseil municipal ;
- novembre 2018 : Alain Gautier, maire, annonce sa démission pour raison de santé ; Michel Lancien, alors premier adjoint, est élu maire le 6 décembre 2018.

### Enseignement primaire
Pommerit-le-Vicomte dispose de deux établissements d'enseignement primaire :
- l'école publique ;
- l'école Saint-Anne.

### Santé
Un grand nombre de services de santé est présent sur la commune.
Depuis fin de l'année 2020, la maison de santé accueille les services suivants :
- cabinet médical, médecine générale ;
- cabinet d'infirmiers ;
- sage-femme ;
- podologue ;
- psychomotricienne ;
- diététicienne ;
- psychologue ;
- psychologue-éducateur.

Autres services :
- sophrologue ;
- kinésithérapeute ;
- pharmacie ;
- établissement d'hébergement pour personnes âgées dépendantes (EHPAD) : la résidence de l'if, qui comprend 130 places.

## Démographie

### Évolution Démographique
L'évolution du nombre d'habitants est connue à travers les recensements de la population effectués dans la commune depuis 1793. Pour les communes de moins de 10 000 habitants, une enquête de recensement portant sur toute la population est réalisée tous les cinq ans, les populations de référence des années intermédiaires étant quant à elles estimées par interpolation ou extrapolation. Pour la commune, le premier recensement exhaustif entrant dans le cadre du nouveau dispositif a été réalisé en 2005.

En 2022, la commune comptait 1 842 habitants, en évolution de +4,6 % par rapport à 2016 (Côtes-d'Armor : +1,78 %, France hors Mayotte : +2,11 %).
| 1793  | 1800  | 1806  | 1821  | 1831  | 1836  | 1841  | 1846  | 1851  |
| ----- | ----- | ----- | ----- | ----- | ----- | ----- | ----- | ----- |
| 2 740 | 2 726 | 2 497 | 2 670 | 2 855 | 2 948 | 2 987 | 3 039 | 3 013 |

| 1856  | 1861  | 1866  | 1872  | 1876  | 1881  | 1886  | 1891  | 1896  |
| ----- | ----- | ----- | ----- | ----- | ----- | ----- | ----- | ----- |
| 3 050 | 3 059 | 3 119 | 3 091 | 2 936 | 2 890 | 2 806 | 2 748 | 2 613 |

| 1901  | 1906  | 1911  | 1921  | 1926  | 1931  | 1936  | 1946  | 1954  |
| ----- | ----- | ----- | ----- | ----- | ----- | ----- | ----- | ----- |
| 2 555 | 2 426 | 2 326 | 2 021 | 2 020 | 2 015 | 2 013 | 1 804 | 1 715 |

| 1962  | 1968  | 1975  | 1982  | 1990  | 1999  | 2005  | 2006  | 2010  |
| ----- | ----- | ----- | ----- | ----- | ----- | ----- | ----- | ----- |
| 1 857 | 1 724 | 1 631 | 1 713 | 1 690 | 1 728 | 1 783 | 1 799 | 1 812 |

| 2015  | 2020  | 2022  | - | - | - | - | - | - |
| ----- | ----- | ----- | - | - | - | - | - | - |
| 1 764 | 1 830 | 1 842 | - | - | - | - | - | - |

### Pyramide des âges
Les pyramides des âges de la commune et du département s'établissent comme suit.
| Hommes | Classe d’âge | Femmes |
| ------ | ------------ | ------ |
| 2,0    | 90 ou +      | 5,0    |
| 10,0   | 75-89 ans    | 14,8   |
| 25,4   | 60-74 ans    | 20,4   |
| 18,0   | 45-59 ans    | 17,2   |
| 16,9   | 30-44 ans    | 14,1   |
| 13,4   | 15-29 ans    | 11,0   |
| 14,3   | 0-14 ans     | 17,5   |

| Hommes | Classe d’âge | Femmes |
| ------ | ------------ | ------ |
| 0,9    | 90 ou +      | 2,6    |
| 9,1    | 75-89 ans    | 12,5   |
| 21,1   | 60-74 ans    | 21,6   |
| 20,4   | 45-59 ans    | 19,4   |
| 16,3   | 30-44 ans    | 15,7   |
| 15,1   | 15-29 ans    | 12,8   |
| 17,1   | 0-14 ans     | 15,5   |

## Langue bretonne
L'adhésion à la charte Ya d'ar brezhoneg a été votée par le Conseil municipal le 13 février 2017.

## Patrimoine

### Religieux

#### Église Notre-Dame
L'église Notre-Dame a conservé son clocher, inscrit en 1926 au titre des monuments historiques, de 34 m du XVIIIe siècle où l'on peut déchiffrer une curieuse inscription rédigée à rebours « cette tour fut faite par un irlandais en 1712 ». De très beaux confessionnaux du XVIIe siècle, des albâtres du XVe siècle et des statues anciennes de Saint Michel et Saint Antoine attirent l'attention dès l'entrée dans l'édifice. Un superbe if de 1 700 ans orne le parc de l'église, ainsi qu'une chaire extérieure originale du XVe siècle. Depuis le 15 février 2007, un éclairage met en valeur le clocher.

#### Chapelle Notre-Dame du Folgoat
Cet édifice a été reconstruit en 1839. La chapelle précédente, datant du XVe siècle, avait été donnée à la fabrique (Conseil de Paroisse) le 26 décembre 1826, par Pierre et Yves Le Tanaff-Le Corvoisier (ce serait peut-être Le Corvaisier) et leurs héritiers. Par délibération du 12 mars 1827, le Conseil avait accepté cette donation avec les gages qu'elle comportait. Le 6 juin 1827, l'édifice était érigé en chapelle de secours.
Contrairement à ce qu'il en est pour la chapelle du Paradis qui appartient à la commune, la chapelle du Folgoat est propriété du Centre communal d'action sociale. La toiture a été entièrement refaite en 1959, puis en 2006 ; la remise en état du chœur, du dallage et de l'autel a été réalisée en 1986-1987 et les vitraux ont été restaurés en 1998.
Autrefois, de nombreux pèlerins y accouraient et parfois même de fort loin. Les enfants qui tardaient à marcher y étaient conduits et placés sous la protection de la Vierge du Folgoat.
Il est également raconté que, d'après les dires d'un ancien recteur de Trévérec, il existerait un baril d'or enfoui dans un champ tout proche, dénommé Parc ar Chapel. Une pierre plate, enterrée à faible profondeur, désignerait son emplacement. Des fouilles y ont été faites, mais en vain !

#### Chapelle Notre-Dame du Paradis
La chapelle fut fondée vers le milieu du XVIe siècle par les du Châtelier, seigneurs de Pommerit, dont l'écu figure au-dessus de la porte principale. Édifice rectangulaire, la chapelle est remarquable avec sa piscine élégante, l'influence anglaise sur le portail de style gothique au sud et ses curieuses gargouilles.
Érigée en chapelle de secours le 17 octobre 1818, elle fut restaurée en 1819 (à l'aide d'une souscription qui donna environ 4 000 francs). Vers 1720, elle menaçait ruine et on la rebâtit en partie. Elle fut restaurée à nouveau en 1931, époque où l'on déboucha et vitra le fenestrage du chevet.
Sous la seconde Restauration, le 25 mai 1818, Marie-Mauricette de Cremeur, qui habitait le -château de Munehorre à Pabu, fit don à la paroisse de Pommerit-le-Vicomte de cette chapelle ; chapelle qu'elle avait achetée pour la sauver lors de sa vente comme bien national le II frimaire An III (30 novembre 1794).
La chapelle et son calvaire sont classés au titre des monuments historiques par arrêtés du 31 octobre 1912 (chapelle) et 10 novembre 1913 (calvaire).

#### Chapelle Notre-Dame-de-Grâces du Restmeur
La chapelle Notre-Dame du Restmeur dépendait jusqu'à la fin du XVIIIe siècle de l'évêché de Tréguier. Elle fait partie d'un ensemble architectural plus vaste appelé Le Restmeur construit entre 1730 et 1790.
Elle fut construite par Jean François de la Monneraie entre 1757 et 1763 dans un style Louis XVI naissant et fut probablement consacrée la même année par Joseph-Dominique de Chaylus, Évêque de Tréguier. Sa décoration intérieure fut terminée en 1780. Située à l'entrée ouest d'une cour d'honneur, sur laquelle se trouvent des écuries de style Louis XIV et un château de style Louis XVI, elle fait vis-à-vis à un pavillon des invités de facture identique.
Peu percées, les baies de Notre-Dame du Restmeur sont à arcs cintrés et clavés. L'ensemble est surmonté d'un toit en croupe possédant une lucarne à œil-de-bœuf à volutes sculptées.
Les murs étaient revêtus d'enduit de chaux, les feuillures des harpes des chaînages sont marquées.
Cette chapelle a un plafond et des murs peints en trompe-l'œil dans un style néoclassique, avec voûte à caissons et rosaces en trompe-l'œil et un retable de style Louis XVI. Le retable porte l'inscription suivante : DONUM . DIVO BLASIO HUIUS ECCLESIAE PATRONO FACTUM A. F. DERINE MOESSART ET EIUS CONIUGEI MOESSART : DO(MI)NO G. LE DANTEC CURATO F. P. Y. LE BRAS 1749.
Le sol était initialement en tomettes. Le plancher a été rajouté et l'autel a été arraché en 1984.
L'ensemble (intérieur et extérieur), en très mauvais état, a été inscrit à l'inventaire supplémentaire des monuments historiques en 1997 et est ouvert à la visite du public.

#### Autres
Plusieurs autres édifices religieux parsèment la commune. Beaucoup ne sont plus visibles en ce XXIe siècle.
- Croix de Folgoat, XVIIe siècle ;
- La chapelle domestique de Saint-Tugdual était la chapelle de Kermoisan (Château du Rumeur - Le Rumeur-Kermoisan, appartenant à la famille de Kermoysan). Elle fut détruite avant 1789.
- Chapelle Saint-François de Sales, détruite au XIXe siècle ;
- Chapelle Saint-Jérôme, détruite au XIXe siècle ; une petite croix de fer marquerait son emplacement sur le talus d'un champ de la ferme de Villeneuve ;
- Chapelle Saint-Pierre-Le-Gal, près du Trieux, détruite au XIXe siècle ;
- Chapelle du Rumeur, détruite avec le château.

### Patrimoine civil

#### Château du Restmeur
Le château du Restmeur (XVIIIe siècle) est un manoir typiquement breton du XVe siècle acheté en 1724 par Jean de La Monneraie, grand Prévost de Bretagne. Cette propriété, très importante, s'étendait sur cinq communes. Elle restera dans la même famille jusqu'en 1803.
Un certain De La Lande fut seigneur du Restmeur.
Jean de la Monneraie construisit les écuries en 1730, son fils détruisit le manoir à partir de 1755 pour construire une première version Louis XV du château, la chapelle Notre-Dame du Restmeur, le pavillon du chapelain et le pavillon des invités. Son petit-fils Jean Dimas entreprit des travaux d'amélioration sur la façade sud en 1788 qui se terminèrent en 1790.
Aujourd'hui Le Restmeur est un ensemble très harmonieux du XVIIIe siècle présentant les principaux styles du siècle des Lumières, en cours de restauration depuis 1985 par Jean Baptiste et Christine de Bellescize.
L'ensemble, avec le parc, est partiellement inscrit au titre des monuments Historiques depuis 1997 et ouvert à la visite publique l'été. Il a été successivement la propriété de la famille de La Monneraye (de 1723), de Mme de Boissard (en 1803), d'Amédée de Kergariou, de la baronne de Lespinasse (en 1824), du marquis de Keroüartz (en 1871) et des Bellescize depuis 1985.
Il y eut une bataille entre Chouans et républicains en 1800 qui fit quatre morts. Les Chouans étaient commandés par Pierre Taupin, ancien valet de chambre de l'évêque de Tréguier et évadé du bagne guyanais pour revenir dans le Trégor venger l'exécution de son épouse. 
Le 10 mai 1944, quatre jeunes résistants étaient à la ferme du Restmeur quand les Allemands arrivèrent. Le gardien du Château les ayant aperçus courut les prévenir. Ils s'enfuirent dans le bois. L'un d'entre eux, Henri Corbel, 22 ans, craignant de compromettre les fermiers, revint chercher son pistolet oublié sur la table. En s'échappant de nouveau il fut blessé à la jambe, interrogé sur place, torturé et exécuté une heure plus tard. Le lendemain, le 11 mai 1944, une grande croix de Lorraine fut déposé sur le perron de la chapelle du Restmeur où le recteur de Pommerit célébra la messe devant tout le village rassemblé.

#### Le château de Kerbic
Kerbic est initialement un modeste manoir. Acquis au XVIIe siècle par les Raison, il a depuis lors été transmis par succession passant des Raison de Kerbic aux Floyd puis La Motte Rouge et Henry de Villeneuve.
L'édifice a été remanié et agrandi par ses propriétaires successifs aux XVIIIe et XIXe siècles. Kerbic comporte aujourd'hui un bâtiment principal exposé au sud, encadré de deux longères formant une cour carrée. Un jardin clos de murs ayant conservé les vestiges de défenses sommaires complète l'ensemble à l'est.
En 1596, Gilles Chaillou, seigneur de Kermouster en Pommerit-le-Vicomte acquiert quelques pièces de terre situées près du manoir de Kerbic. Vers 1647, Claude Chaillou, fille du seigneur de Kermouster, épouse Jean Raison. Le 25 avril 1647, Écuyer Jean Raison, seigneur de Kerviou et son épouse Claude Chaillou « faisant à présent le plus continuellement résidence au lieu et manoir noble de Kermouster » font l'acquisition à proximité immédiate de leur demeure du « lieu et manoir noble de Kerbic avec toutes les dépendances, franchises, prairies embellissements, pourpris, bois de hautes futaies et de décorations ».
En 1666, Jean Raison fait aveu pour la terre de Kerbic à Messire Henri Gouyon, Seigneur Marquis de la Moussaye, Comte de Quintin et de Pommerit-le-Vicomte. Cet aveu porte « droit de colombier et de fuie, de banc en la chapelle du Paradis du côté de l'épître, avec armes à la vitre et d'un banc et chapelle en l'église de Pommerit-le-Vicomte du côté de l'évangile près de celui du Rumeur avec armes à la vitre et au mur ».
En 1801, Adélaïde Renée Raison de Kerbic épouse Armand Floyd de Tréguibé de la Salle. Les Floyd émigrèrent du pays de Galles en France au début du XVIIe siècle pour fuir les persécutions anti-catholiques qui suivirent en Angleterre la conspiration des poudres en 1605. Le nouveau châtelain de Kerbic fut adjoint au maire de Pommerit-le-Vicomte le 12 août 1809, puis conseiller d'arrondissement et maire de la commune jusqu'à son décès. Sans enfant, Adolphe de Floyd, fils du précédent, légua Kerbic en 1883 au vicomte Alain de La Motte Rouge, neveu de son épouse. Sa fille Yvonne de La Motte Rouge épouse Jacques Henry de Villeneuve en 1924.

#### Autres
- la motte du moulin de Pommerit, inscrite depuis 1995 au titre des monuments historiques[45]. Le site médiéval fortifié se situe en surplomb de la rivière du Trieux et se compose d’un tertre et d’un enclos. La motte ovale de 55 X 35 mètres à sa base fait une dizaine de mètres de haut. À l’est, elle est encore chemisée de gros blocs de pierres sur une dizaine de mètres de long et 1,5 mètre de haut. L’enclos est simplement délimité par une surélévation par rapport aux chemins qui l’entourent. On ne voit pas de trace de fossés, mais ils peuvent avoir disparu lors du remembrement, tout comme les talus de l’enclos[46].
- la fontaine Notre-Dame du Folgoat.
- le manoir du Cosquer, du XVe siècle.
- l'ancien moulin à farine de Pommerit, inscrit à l'inventaire supplémentaire des monuments historiques[47].
- le moulin à farine de Restmeur, inscrit à l'inventaire supplémentaire des monuments historiques[48].
- l'if de 1 500 à 1 800 ans dans le parc de l'église est listé « arbre remarquable »[38]. C'est le doyen des ifs de Bretagne ; il aurait été planté par un chef local, Alain Maout, pour commémorer la bataille de Ballon[49].

## Culture

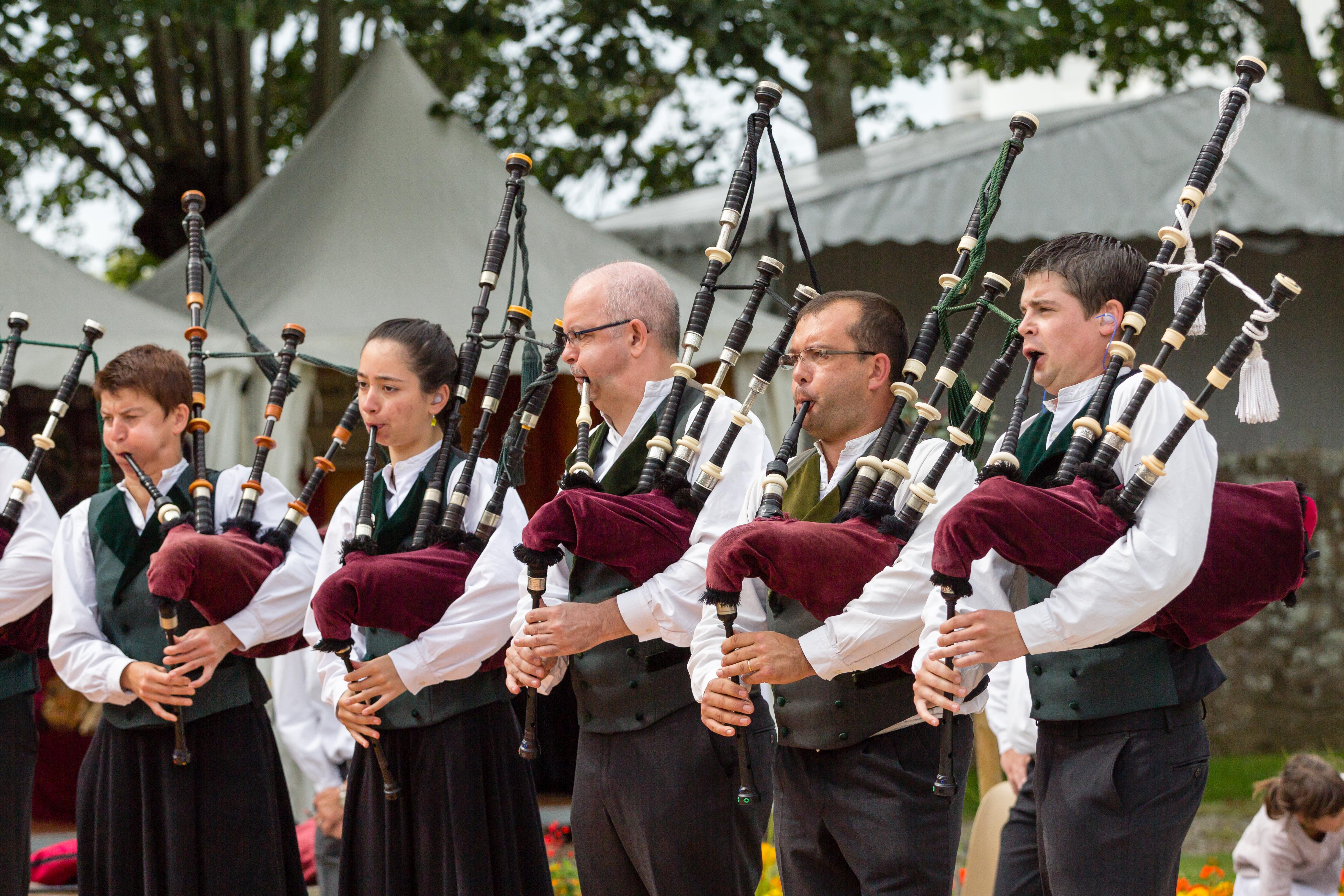
Le Bagad Pañvrid ar Beskont évolue entre la première et la seconde catégorie du championnat national des bagadoù.

Pommerit-le-Vicomte est riche d'activités culturelles :
- un bagad : Bagad Pañvrid
- un cercle celtique : Korriganed Pañvrid[50]
- une compagnie de théâtre : le Bathyscaphe[51]

## Jumelages
- Millstreet (Irlande) depuis 1986

### Archives et sources
- Seigneurie de Kergouézou et du Restmeur en Pommerit-le-Vicomte, cotes 59 J 10 à 59 J 25, 59 J 48 à 59 J 54 - Fonds Jean de La Monneraye, (59 J), Archives départementales d'Ille-et-Vilaine
- Pommerit-le-Vicomte sur infobretagne.com